# Tre Valli Varesine 1933
La Tre Valli Varesine 1933, quindicesima edizione della corsa, si svolse il 30 luglio 1933 su un percorso di 182,5 km con partenza e arrivo a Varese. Fu vinta dall'italiano Alfredo Bovet, che completò il percorso in 5h44'21", precedendo i connazionali Remo Bertoni e Luigi Macchi. Conclusero la prova 17 dei 54 ciclisti al via.
Organizzata dalla varesina S.C. Alfredo Binda e riservata ai professionisti, la corsa fu valida come terza delle cinque prove del Campionato italiano 1933, e come ultima indicativa per le selezioni per i Mondiali 1933.

## Percorso
La prova si svolse su un circuito di 36,5 km, con partenza e arrivo a Varese, da ripetere per cinque volte. Dopo il via da Piazza Cesare Beccaria, l'anello portava i ciclisti a risalire verso nord superando Fogliaro e la salita di Brinzio; da lì discesa via Rancio fino a Grantola, risalita fino a Ghirla e Ganna e nuova discesa sul capoluogo provinciale, per costeggiare il Velodromo delle Bettole e riprendere la strada per Fogliaro. Il traguardo finale era invece posto all'interno del velodromo.

## Squadre e corridori partecipanti
Parteciparono alla prova squadre e ciclisti dei principali costruttori italiani: la Maino capitanata da Learco Guerra e con Luigi Giacobbe, la Bianchi con Alfredo Bovet, Giuseppe Olmo e Michele Mara, la Legnano senza Alfredo Binda ma con Camillo Erba e Luigi Macchi, la Gloria con Domenico Piemontesi e Francesco Camusso, la Ganna, la Dei, l'Olympia con Luigi Marchisio, la Ideor e la Fréjus.

## Ordine d'arrivo
| Pos. | Corridore          | Squadra      | Tempo    |
| ---- | ------------------ | ------------ | -------- |
| 1    | Alfredo Bovet      | Bianchi      | 5h44'21" |
| 2    | Remo Bertoni       | Bianchi      | s.t.     |
| 3    | Luigi Macchi       | Legnano      | a 2'26"  |
| 4    | Antonio Sella      | Olympia      | a 4'35"  |
| 5    | Albino Binda       | Legnano      | s.t.     |
| 6    | Antonio Folco      | Fréjus       | s.t.     |
| 7    | Pietro Rimoldi     | Bianchi      | s.t.     |
| 8    | Carlo Rovida       | Gloria       | s.t.     |
| 9    | Carlo Romanatti    | Ganna        | s.t.     |
| 10   | Orlando Teani      | U.S. Massese | s.t.     |
| 11   | Edoardo Molinar    | G.S. Fiat    | a 6'42"  |
| 12   | Mario Brambilla    | -            | s.t.     |
| 13   | Felice Gremo       | Dei          | s.t.     |
| 14   | Michele Orecchia   | Gloria       | s.t.     |
| 15   | Riccardo Proserpio | -            | s.t.     |
| 16   | Agostino Bellandi  | Ganna        | s.t.     |
| 17   | Giuseppe Pancera   | -            | a 15'37" |